# Ao Vivo (álbum de DMN)
Ao Vivo é o primeiro álbum ao vivo e em vídeo do grupo de rap brasileiro DMN, lançado em 2002 em CD e DVD, contendo 15 músicas e 4 videoclipes.

## Músicas
1. Vinheta/Introdução - Saída de Emergência/Nova Era
2. Tenho uma Meta a Seguir
3. 4P / Mova-se
4. Racistas Otários
5. O Que vc Me Diz?
6. Pra Pensar
7. A Lei do Opressor (500 Anos)
8. No Jogo / Trajetória
9. Última Chance
10. Sem Limites
11. Cisco
12. Sonho / H. Aço
13. Saída de Emergência